# Tibellus
Tibellus este un gen de păianjeni din familia Philodromidae.

## Specii[1]
- Tibellus affinis
- Tibellus armatus
- Tibellus asiaticus
- Tibellus aspersus
- Tibellus australis
- Tibellus bruneitarsis
- Tibellus californicus
- Tibellus chamberlini
- Tibellus chaturshingi
- Tibellus chilensis
- Tibellus cobusi
- Tibellus cucurbitus
- Tibellus demangei
- Tibellus duttoni
- Tibellus elongatus
- Tibellus fengi
- Tibellus flavipes
- Tibellus gerhardi
- Tibellus hollidayi
- Tibellus insularis
- Tibellus jabalpurensis
- Tibellus japonicus
- Tibellus katrajghatus
- Tibellus kibonotensis
- Tibellus macellus
- Tibellus maritimus
- Tibellus minor
- Tibellus nigeriensis
- Tibellus nimbaensis
- Tibellus oblongus
- Tibellus orientis
- Tibellus paraguensis
- Tibellus parallelus
- Tibellus pashanensis
- Tibellus pateli
- Tibellus poonaensis
- Tibellus propositus
- Tibellus rothi
- Tibellus septempunctatus
- Tibellus seriepunctatus
- Tibellus shikerpurensis
- Tibellus somaliensis
- Tibellus spinosus
- Tibellus sunetae
- Tibellus tenellus
- Tibellus vitilis
- Tibellus vosseleri
- Tibellus vossioni
- Tibellus zhui